# 欧拉伯

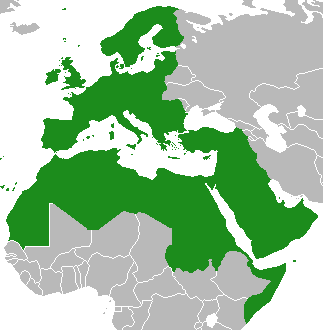
「歐拉伯」和阿拉伯世界合并后的地图示意

欧拉伯是一个在欧美保守派政治话语中新出现的、具有对穆斯林移民的怀疑或排斥性质的词汇，形容一個被穆斯林移民佔了人口大多數的欧洲，而原有歐洲人口成为少数群体的人口结构威胁论。
欧拉伯（Eurabia）由欧洲（Europe）和阿拉伯（Arabia）两个英文单词组合而成，类似的英文单词组合词还有“欧非利加洲”和“欧亚大陆”。
2005年，埃及裔英国犹太作家巴特·耶奥尔（Bat Ye'or）出版了《欧拉伯：欧洲-阿拉伯轴心》一书，对法国的欧拉伯一词进行了重新定义为法国和阿拉伯两国使欧洲正在“阿拉伯化”、“伊斯兰化”，并衍生出欧拉伯威胁论，使欧拉伯成为欧美现代政治话语中的一个概念。

## 背景
從1960年代開始，一些西歐國家為了滿足低技術勞工的需求，從土耳其、摩洛哥、阿爾及利亞等阿拉伯國家輸入外地勞工。西歐國家初時以為這些外勞在當地打工多年後最終會返回母國，可是大多數外勞卻是在歐洲定居下來，並且把家人也帶到歐洲生活。再加上伊斯蘭法鼓勵生育的策動，歐洲穆斯林移民的生育率遠遠高過當地的原有歐洲人二至三倍，在歐洲的穆斯林人口大幅增加，21世紀後，許多歐洲國家的穆斯林人口從少數幾萬人擴張至總人口的10%左右並加速上升，開始具有相當的社會影響力，甚至成立政治組織。根據伊斯蘭教的教義，一個人出生時如果父親是穆斯林，該人即自動成為穆斯林，而穆斯林女性不可以與非穆斯林結婚，除非對方改信伊斯蘭教。雖然歐洲法律規定父母不得強迫孩子的信仰自由，但有些移民融入困難下，反而會加強他們內心對於宗教的追尋，開始尋求伊斯蘭團體的協助，並可能在這之中受伊斯蘭恐怖主義所擄獲，因為他們並沒有接受正統的伊斯蘭教法鍛鍊。
有人擔憂在未來的歐拉伯裡，激進穆斯林將會尋求建立以極端主義宗教信條為根基的神權國家。
另一方面，中歐和東歐國家因為過去為共產主義的勢力範圍（穆斯林佔較多數的阿爾巴尼亞、波斯尼亞及科索沃；以及非前共產國家德國、奧地利及瑞士除外），引進外地勞工的風氣因此不如西歐國家。雖然中東歐國家經歷東歐民主化後全面實行宗教自由政策和規定宗教必需世俗化，但當地基督宗教的信仰及文化始終較戰後世俗化的西歐國家濃厚，加上生活水平不如西歐國家，部分中東歐政府並不歡迎來自西亞、南亞和北非的穆斯林移民及難民（烏克蘭難民除外），因而西亞、南亞和北非穆斯林在當地仍舊人口數量異常稀少。
冰島則因為地理位置離中東北非遙遠和氣候寒冷，穆斯林移民及難民也較其他西歐國家來的稀少。

## 影響
利比亞前領導人穆阿迈尔·卡扎菲在2006年公開說過：「有跡象顯示安拉將會讓伊斯蘭在歐洲得勝，不用劍，不用槍，不用征服，歐洲的5000萬穆斯林將會在數十年內把它變成穆斯林的大陸。」

### 美國
在美國，「歐拉伯」理論在反聖戰運動中找到強烈支持者，包括制止美國伊斯蘭化（Stop Islamization of America）主席羅伯特·斯賓塞（Robert Spencer）及右派政治評論員丹尼爾·派普斯（Daniel Pipes）與马克·斯坦恩。
布魯斯·鲍尔（Bruce Bawer）也認同「歐拉伯」理論，並支持貝特·葉奧提出的存在有預謀的、協同的努力去實現歐拉伯。鲍尔認為歐洲許多政客和政策制定者為了取得穆斯林選民的許可或多元文化主義，實際上容許建立忽略基本人權及諸如名譽殺人之類事件橫行的「只限穆斯林」飛地。
伯納德·劉易斯認為伊斯蘭教將來終有一天會接管歐洲。他更指歐洲在21世紀完結前將會屬於伊斯蘭。

### LGBT權益
近年歐洲各國陸續訂立保障LGBT群体的相關法律，包括同性婚姻，民事結合，禁止歧視或是同性領養兒童的權益等等，但在歐洲人數不斷增加的穆斯林族群中對於這些LGBT相關群体的接納度並不高，未來可能進一步加劇歐洲社會價值觀的衝突。

## 外部連結
- 40年前就有「歐拉伯」！　歐洲驚恐誰是下一個「查理」 （页面存档备份，存于），ETtoday 新聞雲，2015年1月10日。